# Wadeck Gorak
Wadeck Gorak, est un skieur professionnel français né le 5 mai 1989 à Gap. Il participe à la compétition du Freeride World Tour (FWT), qui regroupe les 20 meilleurs freeriders mondiaux. Pour la saison 2018-2019, il termine au 5e rang mondial, avec une victoire lors de la grande finale du FWT sur la face du Bec des Rosses de l'Xtreme de Verbier en Suisse.

## Biographie
Wadeck Gorak naît le 5 mai 1989 à Gap dans les Hautes-Alpes. Son père, Jean François Gorak, est militaire de carrière et sa mère, Isabelle Bray, est restauratrice dans la vallée[réf. nécessaire] où Wadeck a grandi. Il apprend à faire du ski dès l’âge de 18 mois, avec son grand-père Max Bray dans la station du Sauze (Enchastrayes) au cœur de la Vallée de l'Ubaye.
Pendant ses études à Barcelonnette au Lycée André-Honnorat en section « Ski Études », puis au Lycée professionnel Alpes Durance à Embrun, il poursuit sa passion. Il devient moniteur de ski au sein de l'École du ski français (ESF) du Sauze et obtient son monitorat en 2018. Il est aussi spécialiste du ski freestyle.
Depuis 2015, il concourt dans diverses compétitions du Freeride World Qualifier (FWQ), où il a commencé comme tout novice par les 2 étoiles pour finir dans les 4 étoiles. En terminant 3e du classement de la zone Europe-Océanie lors des épreuves du Freeride World Qualifier 2018-2019, Wadeck Gorak obtient sa place de membre du Freeride World Tour pour la saison 2019-2020.
Pour sa première saison sur le FWT, Wadeck Gorak ne prend pas part à la première manche disputée à Hakuba au Japon à la suite d'une blessure à la cheville contractée durant un entraînement. Il se rend ensuite au Canada où il participe à sa première compétition sur le FWT. Il termine à la 10e place, avant de recommencer quelques semaines après en Autriche avec encore une fois une 10e place. Après ces trois étapes, Wadeck Gorak n'est pas assuré d'être qualifié pour la finale à l'Xtreme de Verbier en Suisse, qui lui donne aussi l'accès au FWT 2020. Pour cela, il faut terminer dans les sept premiers. En partant premier de  la quatrième étape, l'épreuve disputée en Andorre, Wadeck Gorak s'assure un score de 80 points qui le place au  5e rang du général. Il est alors 11e du classement FWT et obtient son accès à la grande finale de Verbier, assurant dans le même temps sa participation à l'édition suivante du Freeride World Tour.
À l'occasion de la grande finale du FWT Xtreme Verbier 2019, Wadeck Gorak, qui s'élance avec le dossard numéro 1, obtient la note de 92 points. Tous ses adversaires, dont Marcus Eder à Léo Slemett, ne parviennent à obtenir un meilleur total,,
,,. Il remporte ainsi la grande finale du FWT 2019, succédant au Français Mickaël Bimboes. À la suite de cette victoire, il termine 5e du classement général du FWT 2019.
Il est aussi un adepte des pentes raides comme il l'a fait sur la face nord des Aiguilles du Chambeyron (3 412 mètres) le 23 mai 2013. Lors de ses expéditions pente raide, il a notamment dévalé la Direct des Violettes face Nord du Pelvoux 2017, première répétition après Degonon en 2009. Ses ascensions sont très suivies sur les réseaux sociaux avec des millions de vues sur Internet,.
Il est membre du comité organisateur de l'Ubaye Freeride, compétition du Freeride World Qualifier et French Freeride Series.

## Palmarès

### Palmarès Général
| 4 Compétitions                                                          |
| 1 Victoire                                                              |
| 2 Top 5                                                                 |
| 4 Top 10                                                                |
| Victoire sur le Bec des Rosses de Verbier, La grande finale du FWT 2019 |

| 36 compétitions                                          |
| 5 victoires                                              |
| 8 podiums                                                |
| 24 top 10                                                |
| Résultat: +66% des compétitions terminées dans le top 10 |

### Palmarès Freeride World Tour
| Saison           | Épreuve                       | Lieux          | Pays     | Classement             |
| ---------------- | ----------------------------- | -------------- | -------- | ---------------------- |
| Saison 2018-2019 | FWT Hakuba                    | Hakuba         | Japon    | Non partant (blessure) |
| Saison 2018-2019 | FWT Kicking Horse Golden BC   | Kicking Horse  | Canada   | 10e                    |
| Saison 2018-2019 | FWT Fierberbrunn              | Fieberbrunn    | Autriche | 10e                    |
| Saison 2018-2019 | FWT Ordino Arcalis            | Ordino Arcalis | Andorre  | 5e                     |
| Saison 2018-2019 | FWT Xtreme Verbier            | Verbier        | Suisse   | 1er                    |
| Saison 2018-2019 | Classement général 5e mondial |                |          |                        |

### Palmarès Freeride World Qualifier
| Saison   | Nbres FWQ       | Nbres FWQ       | Nbres FWQ       | Top 3 | Top 3 | Top 3 | Top 10    | Classement FWQ     |
| Saison   | 2*              | 3*              | 4*              | 1er   | 2e    | 3e    | Top 10    | Classement FWQ     |
| -------- | --------------- | --------------- | --------------- | ----- | ----- | ----- | --------- | ------------------ |
| FWQ 2013 | 4               | 2               |                 | 1     | 1     | 1     | 5 top 10  | 17e - 2 250 points |
| FWQ 2014 |                 | 3               | 3               |       |       | 1     | 3 top 10  | 16e - 2 290 points |
| FWQ 2015 | 1               | 1               | 4               | 1     |       |       | 3 top 10  | 25e - 1 990 points |
| FWQ 2016 | 2               | 2               | 2               | 1     |       |       | 4 top 10  | 12e - 2 490 points |
| FWQ 2017 |                 |                 | 5               |       |       |       | 4 top 10  | 17e 1 970 points   |
| FWQ 2018 |                 | 1               | 6               | 2     |       |       | 5 top 10  | 3e - 5 450 points  |
| Total    | 36 compétitions | 36 compétitions | 36 compétitions | 5     | 1     | 2     | 24 top 10 | 24 top 10          |